# كأس الأردن 2011–12
كأس الأردن 2011–12 هو موسم من كأس الأردن. فاز فيه النادي الفيصلي.